# Conținut descărcabil
Downloadable content sau conținut descărcabil (DLC) reprezintă expansiuni ale jocurilor video. Ele sunt de regulă distribuite online, prin intermediul site-ului oficial al publisherului sau prin platforme precum Steam. DLC-urile pot fi de mai multe feluri, de la personaje sau costumații noi la nivele cu propria poveste, similare cu pachetele de expansiune. 
DLC-urile au devenit populare în secolul al XXI-lea, în a șasea generație, odată cu dezvoltarea Internetului. Ele sunt metode de monetizare ale jocurilor; unii publisheri aleg chiar să nu publice întregul conținut al jocului, ci să păstreze o parte a sa pentru o dată ulterioară, în care să-l vândă separat, cu costuri adiționale. De exemplu, noile personaje incluse în DLC-ul lui Street Fighter X Tekken se aflau deja pe CD-ul cu jocul, necesitând un cd key cu plată care să permită accesul.
Alt exemplu de DLC nefericit este armura pentru cal din jocul The Elder Scrolls IV: Oblivion. Francize de jocuri de muzică precum Guitar Hero și Rock Band folosesc aceleași practici, oferind cântece contra-cost." Pentru a cumpăra toate cântecele incluse în DLC-urile lui Rock Band, costurile totale ajung la 9.150,10$.
Jocul Super Smash Bros. Ultimate, pentru Nintendo Switch, prezintă zece personaje noi sub formă de DLC. Fiecare dintre acestea vine cu o scenă nouă (în care te poți lupta cu inamicii) și muzică nouă.
Prețul unui DLC este în general 20$, dar pot varia de la 0 la chiar 50.000$.